# Nadja Benaissa
Nadja Benaissa (ur. 26 kwietnia 1982 we Frankfurcie nad Menem) – niemiecka piosenkarka pochodzenia marokańsko-serbsko-niemieckiego.
W wieku 14 lat, jak sama przyznała, była uzależniona od narkotyków. W wieku 16 lat zaszła w ciążę. Podczas badania krwi w trakcie trwania ciąży w wieku 17 lat dowiedziała się, że jest nosicielką HIV. W 2000 w wyniku castingu telewizji RTL 2 weszła w skład girlsbandu No Angels, w którym występowała do jego rozwiązania w 2003. W 2006 wydała solowy album Schritt Für Schritt. W 2007 zespół został reaktywowany.
11 kwietnia 2009 Nadja Benaissa została aresztowana we Frankfurcie przez niemiecką policję, przed swoim solowym występem, pod zarzutami zakażenia trzech mężczyzn wirusem HIV. Spędziła następnie 10 dni w areszcie śledczym, po czym wyszła na wolność. W połowie sierpnia 2010 przyznała przed sądem w Darmstadt, że uprawiała seks bez zabezpieczeń, mimo że wiedziała, iż jest nosicielką wirusa HIV. Jest oskarżona o "niebezpieczne uszkodzenie ciała". W latach 2004 i 2006 uprawiała seks bez zabezpieczeń z trzema mężczyznami, których wcześniej nie poinformowała o tym, że jest nosicielką. W 2004 roku co najmniej jeden z nich zakaził się wirusem HIV. Groziło jej od 6 miesięcy do 10 lat pozbawienia wolności. Ostatecznie 26 sierpnia 2010 została skazana na dwa lata w zawieszeniu i odpracowanie 300 godzin społecznie. Piosenkarka nie ukrywała faktu zatajenia swojej choroby tłumacząc swoją postawę troską o córkę i karierę zespołu. Piosenkarka odmówiła przyznania się do zamiaru zakażenia wirusem twierdząc, że została poinformowana przez lekarzy, że prawdopodobieństwo zarażenia się wynosi praktycznie zero
.